# Mérida–Los Rosales-vasútvonal
A Mérida–Los Rosales-vasútvonal egy 1668 mm-es nyomtávolságú, egyvágányú, nem villamosított, 204,3 km hosszúságú vasútvonal Spanyolországban Mérida és Los Rosales között.
Tulajdonosa az ADIF, a járatokat az RENFE üzemelteti. Vonalszáma az 516-os.

## Története
1941-ben, a spanyolországi vasútvonalak államosításával a vonal a Renfe kezébe került.
2004. december 31-től a Renfe Operadora üzemelteti a vonalat, míg az ADIF a vasúti infrastruktúra tulajdonosa.